# Alangium tetrandrum
Alangium tetrandrum là một loài thực vật có hoa trong họ Cornaceae. Loài này được R.H.Miao miêu tả khoa học đầu tiên năm 1993.